# الت امپوردا
الت امپوردا (به اسپانیایی: Alt Empordà) یک منطقهٔ مسکونی در اسپانیا است که در کاتالونیا واقع شده‌است.

## خصوصیات
الت امپوردا ۱٬۳۴۲٫۴ کیلومترمربع مساحت و ۹۹٬۳۲۱ نفر جمعیت دارد.